# Aleuti

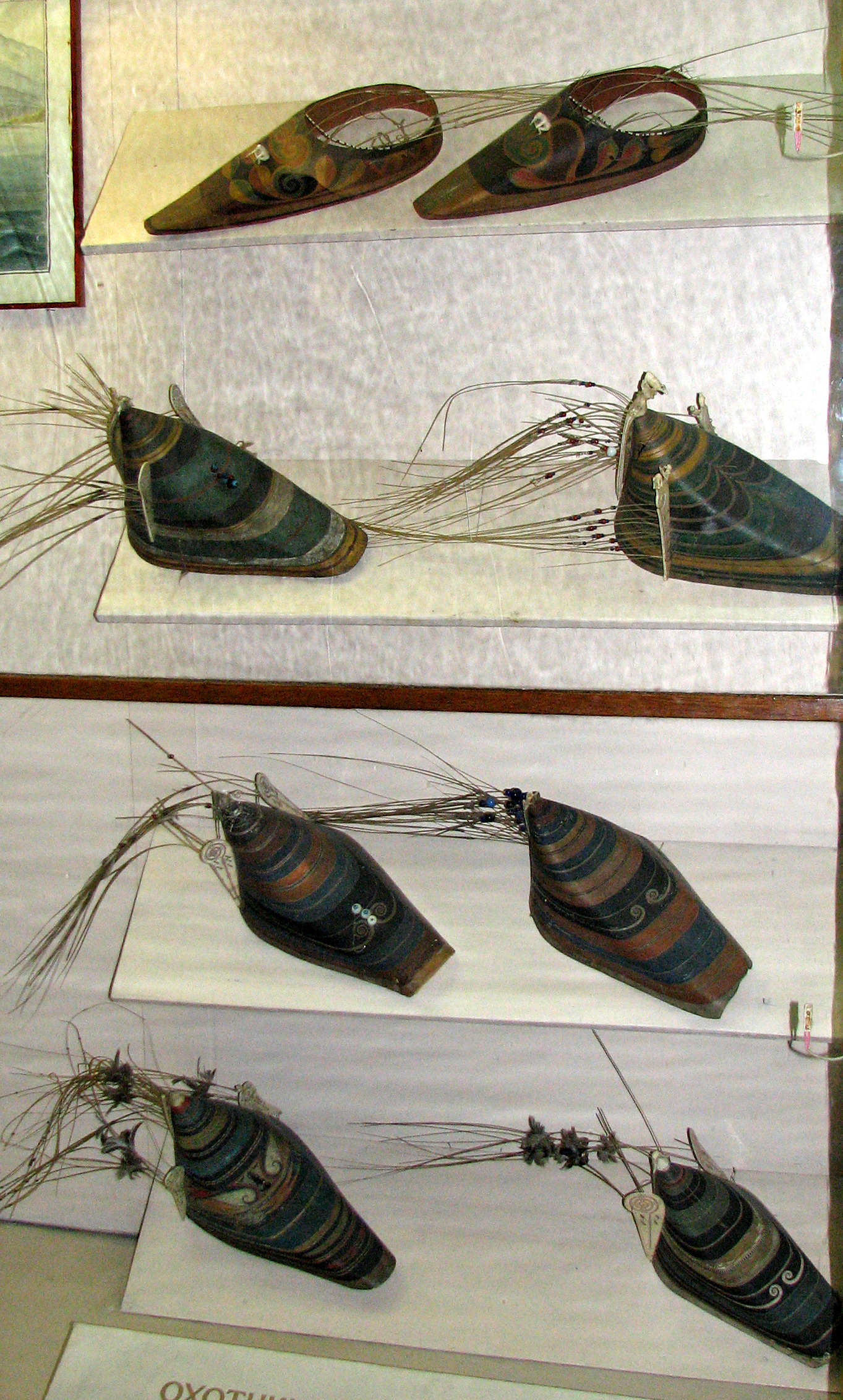
tradiční aleutské lovecké pokrývky hlavy

Aleuti (vlastním jménem Unangan či Unanga, což znamená Pobřežní lidé) jsou obyvatelé Aleutských ostrovů a Aljašky v USA a Komandorských ostrovů (Kamčatský kraj) Ruské federace.

## Etnonymum
Aleuti sami sebe nazývají slovem Unangan, či Unanga (rusky: унанган), což znamená pobřežní lidé či jednoduše pobřeží. Existuje mnoho teorií vzniku slova Aleuti (rusky: Алеуты; anglicky: Aleut). Soudí se že slovo Aleut je odvozeno z aleutského slova allíthuh znamenající komunita. Druhá teorie praví že je jako Aleuty pojmenovali ruští obchodníci s kožešinami v polovině 18. století kteří toto označení přejali z čukčského slova pro ostrov – aliat.

## Rozšíření

### USA
Nejvíce Aleutů (okolo 17 000 lidí) žije na území USA. Původní oblast rozšíření Aleutů zahrnuje Aleutské ostrovy, Pribilovovy ostrovy a západní část Aljašského poloostrova (jihozápadní Aljaška). Největší aleutská komunita žije na Pribilovových ostrovech – na ostrově Svatého Pavla (768 Aleutů) a Svatého Jiří (184 Aleutů).

### Ruská federace
Asi 540 Aleutů žije na území Ruské federace. Většina žije na Komandorských ostrovech (součást Kamčatské oblasti), na Beringově ostrově v jediné osadě Nikolskoje. Zde působí dva folklorní aleutské taneční soubory – Unangan a Čijan. Několik Aleutů také žije v Moskvě, Petrohradu a v Přímořském kraji.

## Jazyk
Aleutština je jazyk patřící do aleutské větve eskymácko-aleutských jazyků. Celkem má asi 490 mluvčích, 300 v USA a 190 v Ruské federaci. Hlavními nářečními skupinami jsou východní aleutština, atkanština a západní attuanština (dnes vymřelá). Na všech nářečích je zřetelný lexikální vliv ruštiny.

## Historie
Soudí se, že Aleuti poprvé přišli na Aleutské ostrovy z pobřeží severovýchodní Asie či z Aljašky nejdříve před 3000 lety. Nejnovější výzkumy ukazují, že Aleuti přišli na Aleutské ostrovy podstatně dříve. Ještě v době kdy byla Asie a Amerika spojena tzv. Beringovou šíjí, nejpozději před 10 000 – 12 000 lety.
Kontakt s Rusy se datuje od poloviny 18. století. Poprvé se setkali s ruskými obchodníky s kožešinami, kteří je využívali pro jejich schopnosti v lovu mořských savců a kožešinové zvěře. Rusové zapříčinili úpadek tradiční aleutské kultury. Aleuti se často dostali do otroctví nebo podlehli epidemiím (chřipka, neštovice), které zde rozšířili Rusové. Také byli nuceni přijmout křesťanství a podrobit se ruskému vlivu. V roce 1825 bylo Rusy násilně přesídleno mnoho Aleutů ze své původní domoviny na pusté Komandorské ostrovy. 17 aleutských rodin se mělo věnovat lovu mořských vyder na Beringově ostrově. Jejich potomci zde žijí dodnes.
Rusové také vysílali aleutské lovce na výpravy podél pacifického pobřeží Ameriky až do Kalifornie, za účelem lovu mořských vyder a lachtanů. Kromě negativních důsledků ve formě vybíjení vyder docházelo i k bojům mezi Aleuty a původními kmeny kalifornských indiánů, kteří pronikání Aleutů do svých lovišť nesli velmi nelibě. Indiány proti Aleutům a Rusům štvali i Španělé, kteří v této době Kalifornii ovládali a provozovali zde katolické misie. V roce 1811 došlo k bitvě mezi Aleuty a indiány kmene Nicoleňo, která skončila masakrem Nicoleňů. Nedlouho poté byl naopak Španěly drastickým způsobem popraven aleutský námořník Petr Aleut, který v zajetí odmítl nabídku konverze z pravoslaví ke katolicismu. Je proto pokládaný ruskou pravoslavnou církví za mučedníka. Na pobřeží Aljašky byli Aleutové, jakožto spojenci Rusů, zataženi do bojů s tamními indiány Tlingity.
Během dob Sovětského svazu byli ruští Aleuti přesídleni na Beringův ostrov do vesnice Nikolskoje kde pracovali v sovchozech. Mezi Aleuty se v důsledku Sověty vnucených životních změn velmi rozšířil alkoholismus.

## Náboženství

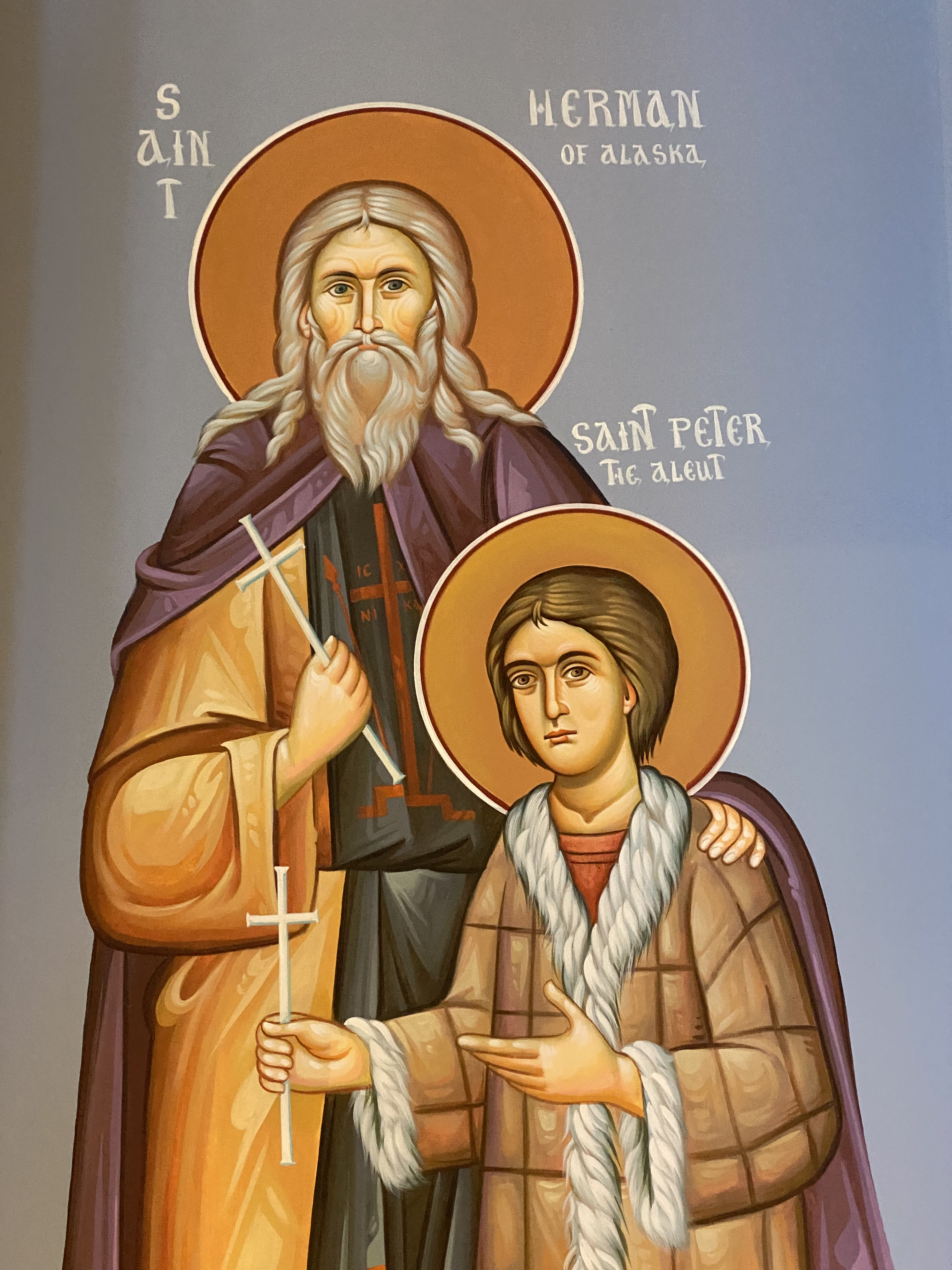
Ikona sv. Hermana Aljašského a sv. Petra Aleuta

### Animistické náboženství
Kontakt s Rusy velmi negativně poznamenal tradiční aleutské náboženství, protože Aluté se nechávali křtít, což má za následek to, že dnes víme poměrně málo o této tradiční víře. Ta byla animistická s prvky uctívání duchů zvířat. Náboženské obřady se tradičně konaly v zimě. Lidé se bavili a uctívali předky a duchy přírody tancem, zpěvem, bubnováním a nošením masek.
Šamani tradičně hovořili s duchy, věštili, zajišťovali úspěch při lovu nebo v boji a léčili nemocné. Aleuti měli rozsáhlé znalosti v tradiční léčbě. Lidská těla zpodobňovali s těly mořských savců a díky tomu mohli například určovat některé příčiny úmrtí. Nemoci byly tradičně léčeny duchovními i praktickými postupy, například pouštění žilou nebo formou akupunktury.

### Christianizace
Díky kontaktu s pravoslavnými se mnoho Aleutů nechalo pokřtít. Pravoslaví je mezi nimi hojně zastoupeno.

#### Fotografie
- Aleutské ženy v tradičních oděvech
- Aleutský kajak
- Tradiční aleutské koše
- Ulax – zimní aleutské obydlí (zemnice)

#### Video
- Sngagim Axasniikangin – aleutský taneční soubor
- Tanečníci ostrova Atka – tanec havrana
- Tanečníci ostrova Atka – tanec papuchalka
- Tanečníci ostrova Atka – tanec orla
- Tanečníci ostrova Atka – tanec mořské vydry
- Tanečníci ostrova Atka – válečný tanec